# Bad Arolsen
Bad Arolsen, hasta 1997 se llamaba Arolsen (Bad en alemán significa balneario) es una población al norte del estado federado de Hesse, Alemania, en el distrito de Waldeck-Frankenberg. Desde 1655 hasta 1918 fue la residencia del Principado de Waldeck y hasta 1929 fue la capital del Estado libre de Waldeck. El Internationaler Suchdienst tiene su sede en Bad Arolsen. 

## Historia
Los primeros documentos escritos que citan Arolsen datan del año 1131, cuando se fundó en la población un convento agustino con el nombre de "Aroldessen". El convento fue secularizado en 1526 y en 1655 se convirtió en la residencia de los Condes (más tarde príncipes) de Waldeck. El edificio se demolió en 1710 y fue reemplazado, por el príncipe Friedrich Anton Ulrich, por el Palacio de Arolsen, una nueva construcción de estilo barroco (1713-1728). Desde 1918 hasta 1929, la ciudad de Arolsen fue capital del Estado Libre de Waldeck-Pyrmont (después de 1922: Estado Libre de Waldeck), que se incorporó posteriormente a Prusia.

## Personas destacadas
- 1556 Philipp Nicolai, poeta y reformador, en Mengeringhausen
- 1620 Príncipe Jorge Federico de Waldeck
- 1767 Johann Stieglitz, médico
- 1747 Jorge I de Waldeck-Pyrmont
- 1763 Federico Carlos Augusto de Waldeck-Pyrmont, príncipe de Waldeck-Pyrmont
- 1777 Christian Daniel Rauch, escultor
- 1789 Jorge II de Waldeck-Pyrmont, príncipe de Waldeck-Pyrmont
- 1804, Wilhelm von Kaulbach, pintor
- 1822, Friedrich Kaulbach, pintor
- 1831, Jorge Víctor de Waldeck-Pyrmont, príncipe de Waldeck-Pyrmont
- 1838, Walther Herwig, experto en Derecho
- 1861, Elena de Waldeck-Pyrmont
- 1857, María de Waldeck-Pyrmont
- 1858, Emma de Waldeck-Pyrmont, reina de los Países Bajos
- 1861, August Bier, cirujano
- 1873, Rudolf Klapp, profesor de Cirugía ortopédica y traumatología
- 1896, Príncipe heredero Josías de Waldeck-Pyrmont, SS Obergruppenführer
- 1936, Príncipe Viduquindo de Waldeck-Pyrmont, príncipe residente y jefe de la Casa de Waldeck
- Jens Knippschild, tenista

Otto von Bismarck, canciller del Imperio Alemán desde 1871 hasta 1890, "ciudadano honorario" de Bad Arolsen.
- Datos: Q498078
- Multimedia: Bad Arolsen / Q498078

1. ↑  Worldpostalcodes.org, código postal n.º 34454.